# David Lévy
Pour les articles homonymes, voir David Levy et Lévy.
David Lévy, né le 21 décembre 1937 à Rabat (Maroc) et mort le 2 juin 2024 à Jérusalem (Israël), est un homme politique israélien. Membre de Likoud, il est aussi une figure importante de la communauté séfarade en Israël.

## Biographie
Arrivé en Israël en 1959, David Lévy a siégé à la Knesset entre 1969 et 2006. Il a également été ministre des Affaires étrangères.
De 1964 à 1977, David Lévy est maire de Beït Shéan, où il réside. En 1995, il fonde le mouvement Gesher dont il est ensuite le leader. Cette formation se joint au Likoud lors des élections parlementaires en 1996 et participe également à l’alliance électorale « Un Israël » en 1999.
David Lévy occupe le poste de ministre de l'Immigration et de l'Intégration (1977 à 1981), ministre de la Construction et de l'Aménagement (de 1979 à 1990). Il occupe le poste de ministre des Affaires étrangères à trois reprises (de 1990 à 1992 et de 1996 à 1998 et de juillet 1999 à août 2000). Lors de son passage aux gouvernements, il est aussi nommé vice-premier ministre à quatre reprises (1981-1984, 1990-1992, 1996-1998 et juillet 1999 à août 2000). Il occupe une dernière fois un poste ministériel d'avril à juillet 2002.
David Lévy est marié et père de douze enfants, entre autres la femme politique Orly Levy.